# María Inés Guerra
María Inés Guerra Núñez (Guadalajara, Jalisco, 1 de julho de 1983 ), mais conhecida como María Inés Guerra, é uma apresentador de televisão e cantora nascida nos México.
Em 2002, ela ganhou fama após a realização de casting, e receber a notícia de ser aceito no programa de televisão de música La Academia of TV Azteca, enquanto ela estava em Paris, França em turnê com o grupo de teatro do Tecnológico de Monterrey. Durante o reality show , canções como
"Hijo de la Luna", "Soledad" e "Don't Cry for Me, Argentina" recebeu críticas favoráveis para o seu desempenho; mas depois de sua performance no show fica décimo quinto da concorrência.
Junto com seu companheiro de Primeira Geração Diamante Disco recebeu mais de 1.500.000 cópias vendidas cada disco lançado concerto semanalmente. Depois de sua participação por La Academia lança em 2003 "María Inés" seu primeiro e único álbum solo com a gravadora BMG-Ariola, conseguindo vender cerca de 50.000 exemplares, eo canção "A través de tu recuerdo" foi bem recebido em diferentes partes do México.
Em 2011 fez a versão mexicana de A Floricultura da Nana.

## Vida pessoal
Em 7 de setembro de 2013, María Inés casou-se com Gustavo Guzmán Favela.

## Trajetória

### Actiz
- La florería de Sofía (versão mexicana de "A floricultura da Nana") (2011)
- Enamórate - Dulce María Alcázares (2003)

### Teatro
- Os Monólogos da Vagina - Mulher 3 (2010)
- A enchente está chegando - Clementina (2007)

## Discografia

### Estúdio
| Ano  | Álbum      |
| ---- | ---------- |
| 2003 | María Inés |

| Ano  | Álbum                    |
| ---- | ------------------------ |
| 2007 | A enchente está chegando |

| - Este artigo foi inicialmente traduzido, total ou parcialmente, do artigo da Wikipédia em castelhano cujo título é «María Inés Guerra». |                      |
| Outros projetos Wikimedia também contêm material sobre este tema:                                                                        |                      |
| Commons | Categoria no Commons |

| Outros projetos Wikimedia também contêm material sobre este tema: |                      |
| Commons                                                           | Categoria no Commons |